# Keisuke Oyama
Pour les articles homonymes, voir Oyama.
Keisuke Oyama (大山 啓輔, Oyama Keisuke) est un footballeur japonais né le 7 mai 1995 à Saitama.

## Palmarès
- Omiya Ardija:
  - J2 League: Champion en 2015[1]